# Yuxarı Tala
Yuxarı Tala è un comune dell'Azerbaigian situato nel distretto di Zaqatala. Conta una popolazione di 7 386 abitanti.